# SK Svoboda Ljubljana
SK Svoboda bio je slovenski nogometni klub iz Ljubljane, djelovao od 1920. do 1933. godine, kada se spojio s ASK Primorjem.
Klub je bio poznat kao Svoboda Ljubljana. To ime od 1933. koristi SK Svoboda Vič.

## O klubu
Tijekom 1920-ih u Ljubljani su se pojavila dva radnička kluba, oba pod imenom SK Svoboda, jedan na Viču, drugi u centru grada. Potonji je osnovan između 1919. i 1920. godine i bio je najstariji slovenski radnički sportski klub. Trebao je igrati otprilike na mjestu gdje se danas nalazi Bežigradska gimnazija, a klupske prostorije bile su u tadašnjoj Šelenburgovoj ulici 6 (današnja Slovenska cesta). SK Svoboda je ubrzo postala konkurentna najboljim slovenskim momčadima. Već u sezoni 1920./21. je zaigrala u prvorazrednoj ljubljanskoj skupini Ljubljanskog nogometnog podsaveza, gdje je uz SK Iliriju bio jedini predstavnik Ljubljane.
Nakon nekoliko godina krize uslijedila je prava nogometna renesansa u redovima Svobode koja se najbolje ogledala u velikom širenju klupskog djelovanja; klub je pod vodstvom dr. Borisa Tume uveo sportska predavanja za članove, pokrenuo izdavanje sportskog glasila Delavski športni list, a najzaslužniji je za osnivanje Delavske športske zveze i organizator prve konferencije radničkih športskih društava u Trbovlju 1930. Svoboda je njegovao bliske kontakte i s nekima od najvećih europskih radničkih sportskih društava. (Arbeiter Turn-und Sportbund, Beč; Arbeiter Turn-und Sportverband in der Tschechoslowakischen Republik; Aussig, Zentralkommission fur Arbeiter Sport-und Korperpflege, Berlin).
Svoboda se u sezonama 1925./26. i 1927./28. natjecala u prvom razredu ljubljanske skupine LJNP-a, ali je klub na kraju sezone oba puta završio na posljednjem mjestu skupine. Prvorazrednom natjecanju vraća se u sezoni 1930./31., koja se bez sumnje može ocijeniti najuspješnijom u povijesti kluba. Nakon odličnih igara tijekom cijele sezone, klub se uspio plasirati sve do finala prvenstva Ljubljanskog nogometnog podsaveza, gdje je izgubio od mariborskog I. SSK-a 7:2 i 6:0. Ipak, Svobodina igra u finalu nije bila tako dominantna kako bi rezultat dao naslutiti. U oba susreta igrali su izuzetno napadački i atraktivan nogomet, no, kako piše Jutro, "Svobodin napad nije imao strijelca koji bi mu stavio točku na i".
Klupske boje 1932. bile su crvena i crna.
SK Svoboda ostvarila je povijesni uspjeh s ekipom u sastavu Naumovič, Jeršek, Marjetič, Boncelj, Habicht, Bogme, Zemljak, Janežič, Mahkovec, Bončar i Starman. Među njima valja istaknuti Franja Bonclja i Josipa Janežiča, koji je postao jedan od ključnih igrača aškovačke momčadi nakon spajanja Svobode s Primorjem 1933. Spajanje nije bilo – kao u gotovo svim ostalim slučajevima spajanja u slovenskom nogometu – financijski motivirano, već više rezultatsko. Vodstva oba kluba, koja su uvijek blisko surađivala (SK Svoboda je bio jedan od glavnih saveznika struje Primorja u Ljubljanskom nogometnom podsavezu), procijenila su da udruživanjem dva kluba mogu ostvariti veće uspjehe na nacionalnoj razini, a ujedno su vjerovala da će klub na taj način dodatno učvrstiti vodeću ulogu u sustavima natjecanja Ljubljanskog nogometnog podsaveza.

## Unutarnje poveznice
- Ljubljana

## Vanjske poveznice
- Zgodovina nogometa v Kraljevini SHS/Jugoslaviji in v času okupacije